# نانسي

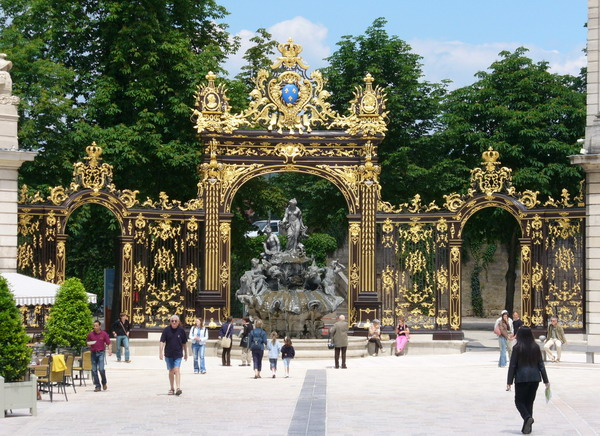
نانسي

نانسي (بالفرنسية: Nancy)‏ هي مدينة فرنسية، في لورين. عدد سكانها بالمناطق المحيطة حوالي 434,565 نسمة حسب إحصاءات عام 2011، جاعلة منها التجمع السكاني في الرتبة العشرين في فرنسا. عدد سكان نانسي ذاتها (أي باستثناء سكان المناطق المحيطة بالمدينة) بلغ 104,321 في عام 2014.
- مورت وموزيل (إقليم فرنسي)

## التاريخ
يعود تاريخ المدينة إلى عام 800 قبل الميلاد.

## الجامعات والمدارس

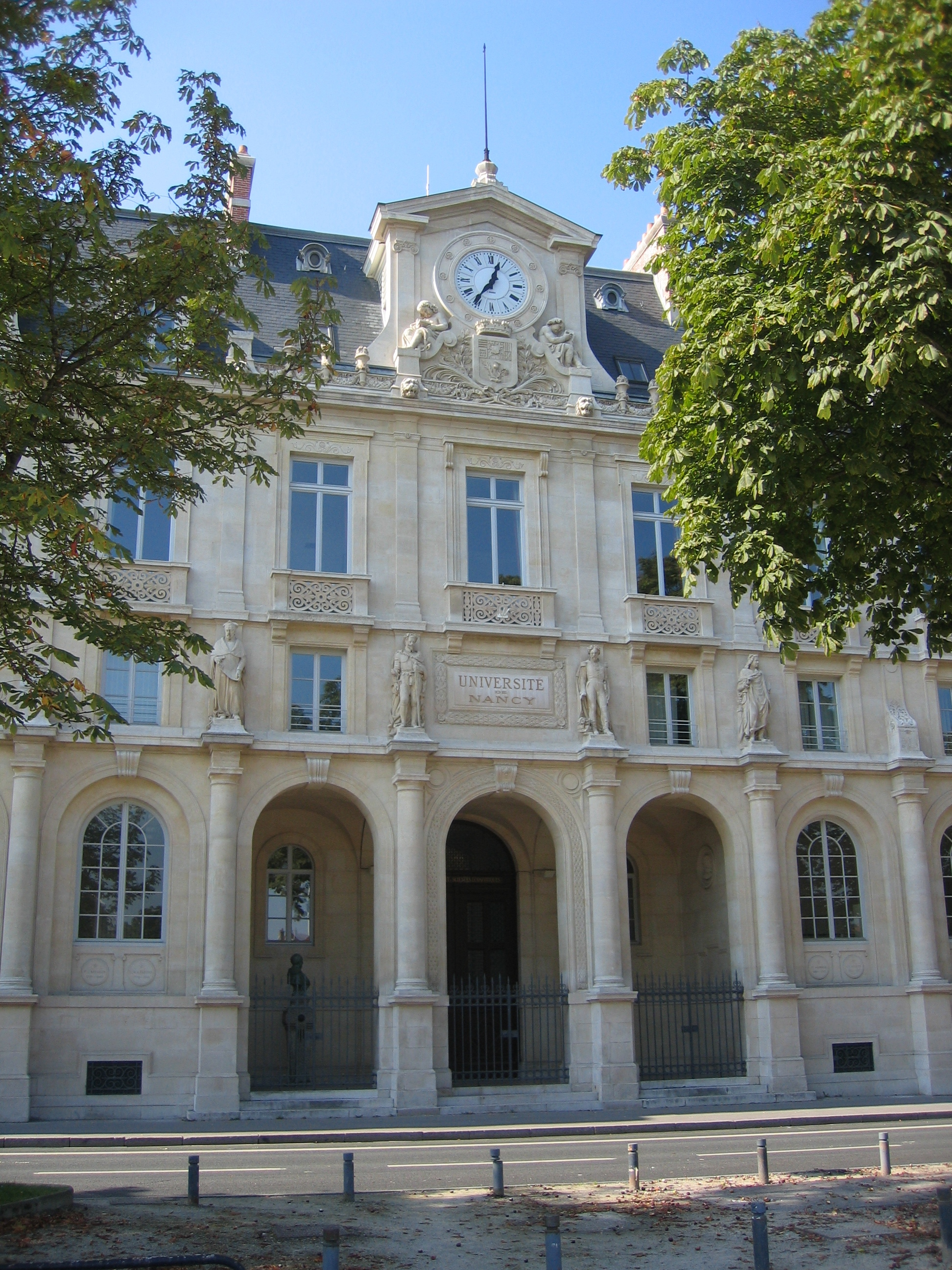
كلية القانون والاقتصاد والإدارة في جامعة لورين

## النقل

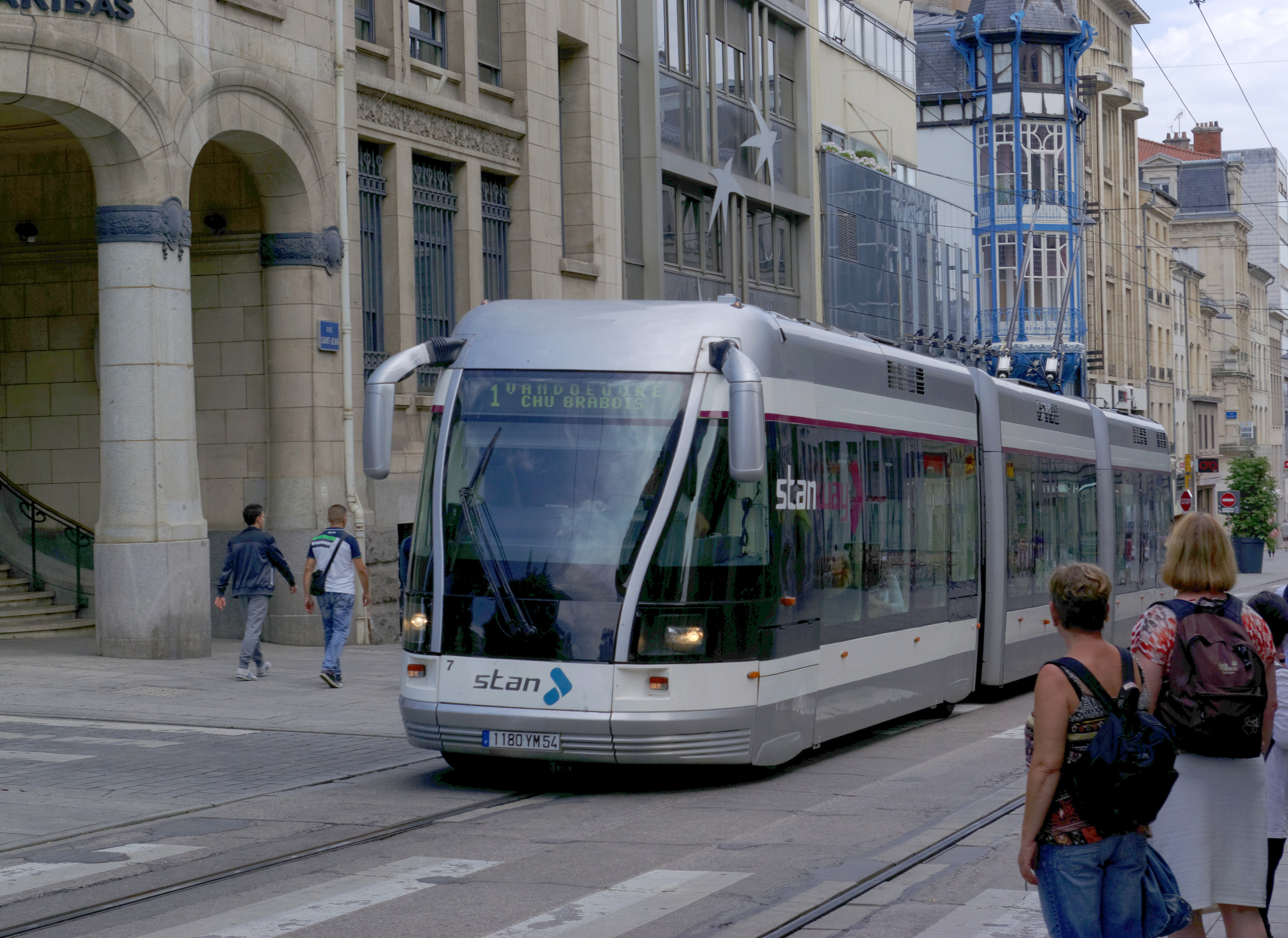
Nancy's guided busway, known as the 'tramway on tires'

## توأمة
لنانسي اتفاقيات توأمة مع كل من:
- كارلسروه (1955 - )[8]
- سينسيناتي
- لياج
- بادوفا
- نيوكاسل أبون تاين
- كانازاوا
- كريات شمونة
- لوبلين
- Mezőtúr [الإنجليزية]‏

## أعلام
- روجيه بيانتوني
- فرانسيس الأول
- كاثرين دي بوربون
- هنري بوانكاريه
- أدموند دي غونكور
- شارل الجريء
- يولاند من أنجو، دوقة لورين
- جاك كالوت
- فرنسوا جاكوب
- لوسيان فيبر

## وصلات خارجية
- Office de tourisme de Nancy